# 大阪上本町車站
大阪上本町車站（日语：／ Ōsaka-uehommachi eki */?）是一由近畿日本鐵道所經營的鐵路車站，位於日本大阪府大阪市天王寺區上本町六丁目。2002年（平成14年），入選近畿車站百選（第三回）。

## 簡介
大阪上本町是近鐵所屬的大阪線之起點站，與奈良線（實際上是難波線與大阪線部分路段的合稱）沿線車站之一。大阪上本町過去曾是近鐵的直系組成前身、大阪電氣軌道（大鐵）在草創時期的總站，一般被慣稱為「上六」，其周遭的上本町六丁目也是大阪市區內重要的鬧區之一。
本站在過去原名上本町，一直到2009年3月20日，配合阪神難波線（阪神なんば線）通車、作為阪神電氣軌道與近鐵邊界車站的原近鐵難波車站改名為「大阪難波」同時，本站也一同更名為大阪上本町。
特急方面，所有名阪甲、名阪乙、阪伊甲特急、觀光特急「Shimakaze」阪伊系統、阪奈特急列車以及部分由大阪難波始發的阪伊乙特急均由本站地下月台始發（1號、2號月台）。然而，部分由本站始發的阪伊乙特急則是由地面月台始發（特急專用9號月台）。

## 車站結構
| 奈良線、地下月台（難波線，可直通阪神難波線、阪神本線） |                                                                |                                                                |
| 月台                                                   | 方向                                                           | 目的地                                                         |
| 1                                                      | 特急：（大阪難波發） 名古屋方向 伊勢志摩方向 奈良方向          | 特急：（大阪難波發） 名古屋方向 伊勢志摩方向 奈良方向          |
| 1                                                      | 下行                                                           | 東花園、生駒、大和西大寺、奈良方向 天理方向                    |
| 2                                                      | 特急：大阪難波（定期列車終點站方向）、神戶三宮（團體臨時包車） | 特急：大阪難波（定期列車終點站方向）、神戶三宮（團體臨時包車） |
| 2                                                      | 上行                                                           | 大阪難波、尼崎、甲子園、神戶三宮方向                           |
| 大阪線、地面月台                                       |                                                                |                                                                |
| 月台                                                   | 方向                                                           | 方向                                                           |
| 3 - 8                                                  | 八尾、河內國分、大和八木方向 伊勢志摩方向                      | 八尾、河內國分、大和八木方向 伊勢志摩方向                      |
| 9                                                      | 特急：（此站始發） 伊勢志摩方向 ※列車於6、7號月台開出          | 特急：（此站始發） 伊勢志摩方向 ※列車於6、7號月台開出          |

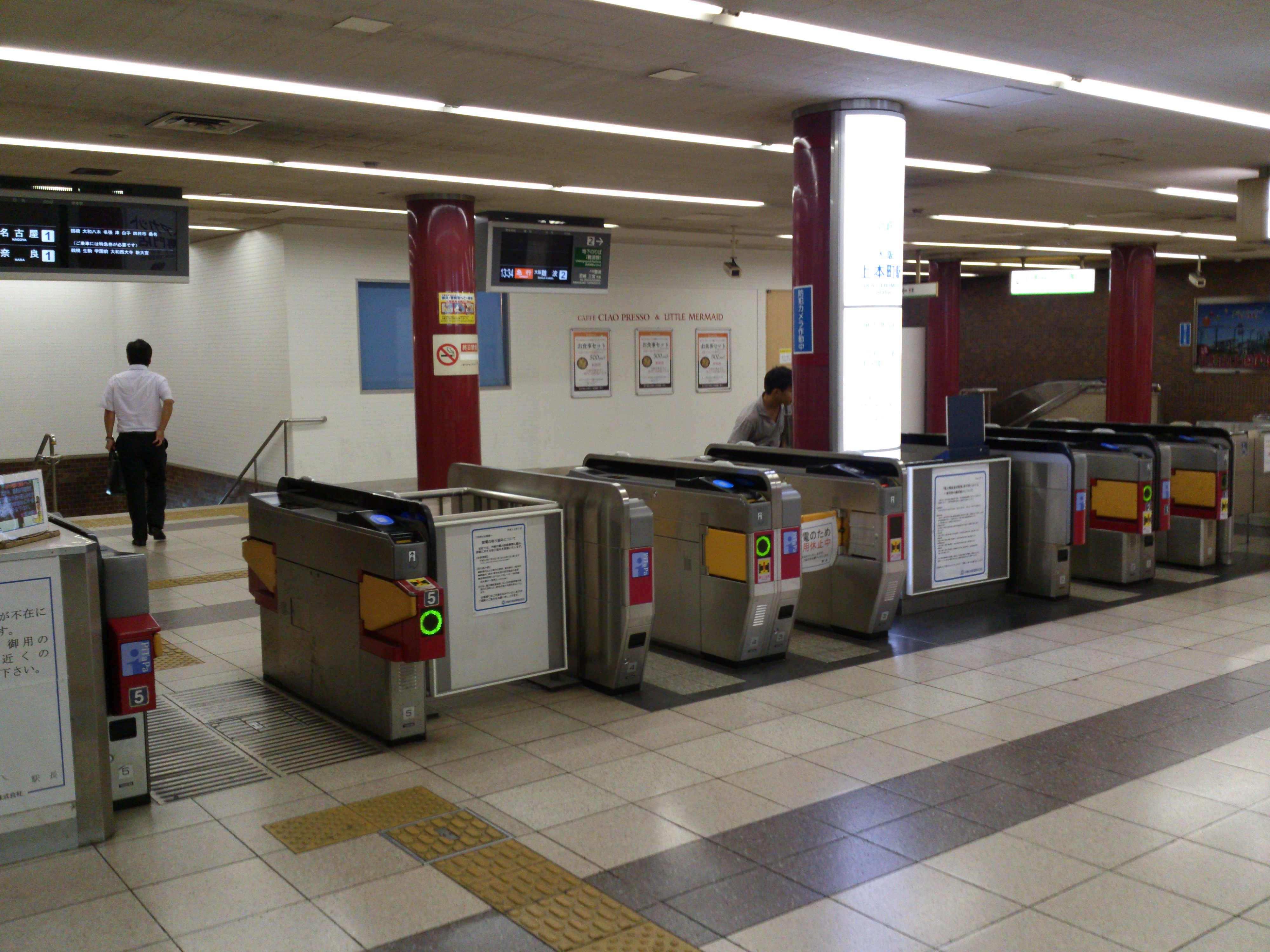
地下西驗票口
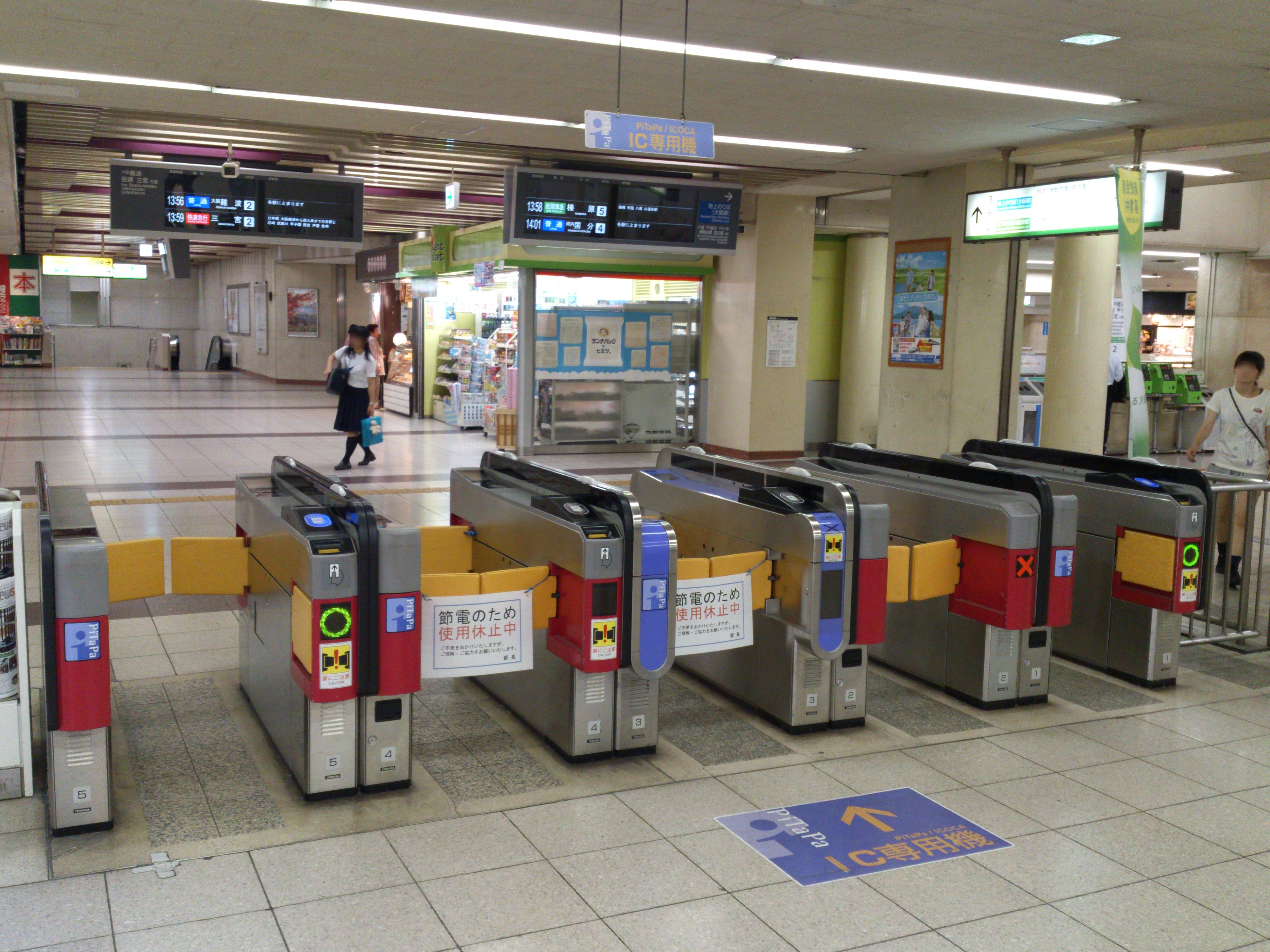
地下中央驗票口
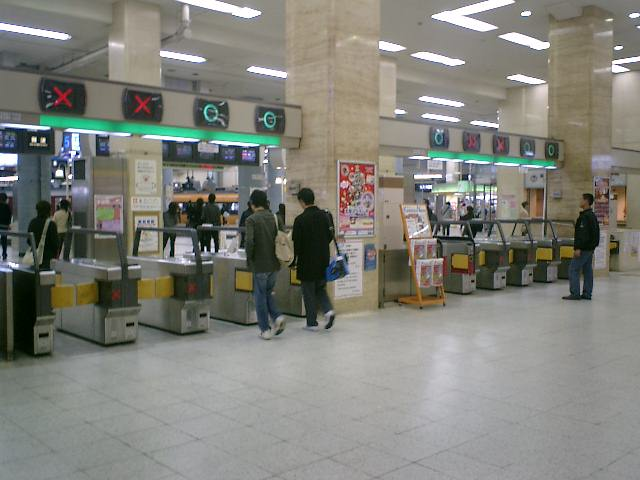
地上驗票口
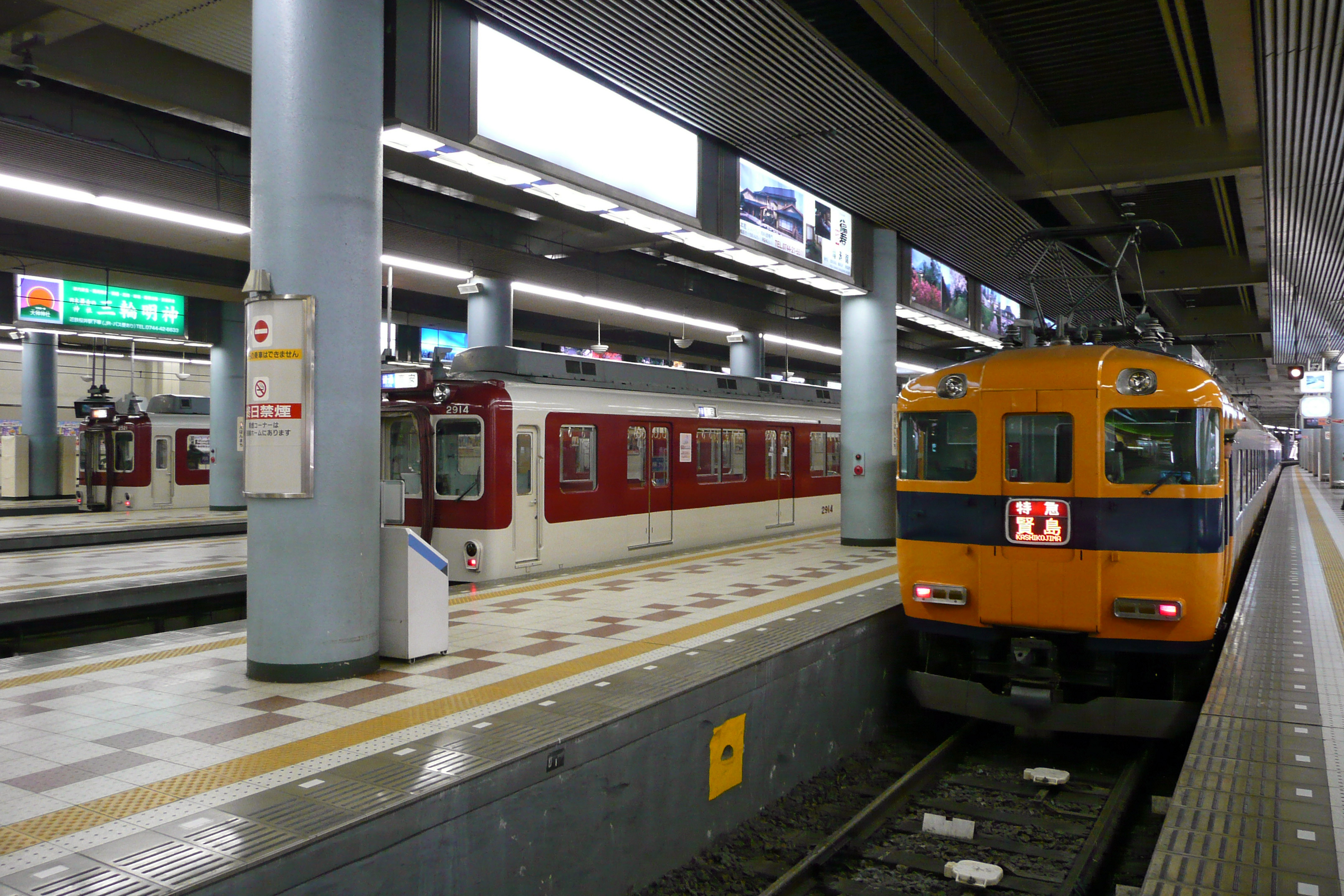
地上月台

### 配線圖
| ← 難波線 大阪難波、尼崎、 神戶三宮方向 | 近鐵 大阪上本町站 - 布施站間 構內配線略圖      | → 奈良線 生駒、大和西大寺 、奈良方向 |
| | ↓ 大阪線 大和八木、伊勢中川、 賢島、名古屋方向 |                                      |
| 图例 参考文献：、 圖片左起為大阪上本町、鶴橋、今里、布施各站 ■：奈良線、■：大阪線，▲：難波到發大阪線特急路線 白線交叉為下車專用月台 布施站的紅色實線內（4樓）為紅色虛線內（3樓）正上方 鶴橋站月台上跨大阪環狀線，本圖省略 9號月台為近鐵特急（往伊勢志摩）專用月台，其餘由大阪難波始發的近鐵特急皆為1號、2號地下月台（奈良線）到發。 |                                                |                                      |

## 使用情況
2018年11月10日1日上下車人次為77,990人。
近年1日上下車、上車人次如下表。
| 年度               | 特定日   | 特定日     | 特定日   | 1日平均 上車人次 | 來源   |
| 年度               | 調查日   | 上下車人次 | 上車人次 | 1日平均 上車人次 | 來源   |
| ------------------ | -------- | ---------- | -------- | ---------------- | ------ |
| 1990年（平成02年） | 11月06日 | 125,291    | 63,746   | 67,327           | [ 5 ]  |
| 1991年（平成03年） | -        | -          | -        | 74,822           |        |
| 1992年（平成04年） | 11月10日 | 126,491    | 63,988   | 64,612           | [ 6 ]  |
| 1993年（平成05年） | -        | -          | -        | 61,802           |        |
| 1994年（平成06年） | -        | -          | -        | 60,937           |        |
| 1995年（平成07年） | 12月05日 | 121,441    | 61,483   | 56,178           | [ 7 ]  |
| 1996年（平成08年） | -        | -          | -        | 57,096           |        |
| 1997年（平成09年） | -        | -          | -        | 53,592           |        |
| 1998年（平成10年） | 11月10日 | 108,719    | 55,498   | 50,466           | [ 8 ]  |
| 1999年（平成11年） | -        | -          | -        | 47,659           |        |
| 2000年（平成12年） | 11月07日 | 98,684     | 50,543   | 45,622           | [ 9 ]  |
| 2001年（平成13年） | -        | -          | -        | 44,633           |        |
| 2002年（平成14年） | -        | -          | -        | 42,990           |        |
| 2003年（平成15年） | 11月11日 | 86,928     | 43,903   | 41,688           | [ 10 ] |
| 2004年（平成16年） | -        | -          | -        | 40,169           |        |
| 2005年（平成17年） | 11月08日 | 83,557     | 42,267   | 39,369           | [ 11 ] |
| 2006年（平成18年） | -        | -          | -        | 38,379           |        |
| 2007年（平成19年） | -        | -          | -        | 37,544           |        |
| 2008年（平成20年） | 11月18日 | 78,267     | 39,530   | 36,496           | [ 12 ] |
| 2009年（平成21年） | -        | -          | -        | 35,475           |        |
| 2010年（平成22年） | 11月09日 | 80,613     | 40,573   | 35,928           | [ 13 ] |
| 2011年（平成23年） | -        | -          | -        | 35,746           |        |
| 2012年（平成24年） | 11月13日 | 76,230     | 38,710   | 35,859           | [ 14 ] |
| 2013年（平成25年） | -        | -          | -        | 36,454           |        |
| 2014年（平成26年） | -        | -          | -        | 35,434           |        |
| 2015年（平成27年） | 11月10日 | 74,298     | 38,093   | 35,692           | [ 15 ] |
| 2016年（平成28年） | -        | -          | -        | 35,991           |        |
| 2017年（平成29年） | -        | -          | -        | 36,322           |        |
| 2018年（平成30年） | 11月13日 | 77,990     | 39,431   | 36,390           | [ 16 ] |

## 車站周邊
- 近鐵百貨店上本町店
- 近畿日本鐵道本社
- 上本町YUFURA
  - 大阪新歌舞伎座
- 大阪地下鐵谷町九丁目車站
- 郵貯銀行大阪貯金事務中心
- 大阪日赤病院
- 大阪國際交流中心
- 大阪喜來登都酒店

## 相鄰車站
近畿日本鐵道
- □特急停車站、到發站

名阪特急、阪伊甲特急、阪伊乙特急（大阪難波始發）、觀光特急「Shimakaze」阪伊系統、阪奈特急
大阪難波（A-01/HS41）－大阪上本町（A-03）－鶴橋（A-04）
阪伊乙特急（本站始發，由地面月台到發）
大阪上本町（D-03）－鶴橋（D-04）
 大阪線
■快速急行、■急行、■準急、■區間準急、■普通
大阪上本町（D-03）－鶴橋（D-04）
 難波線、奈良線（除特急以外難波線內停靠所有車站）
■快速急行、■急行、■準急、■區間準急、■普通
近鐵日本橋（A-02）－大阪上本町（A-03）－鶴橋（A-04）
※大阪線特急部分列車於此站開出（地面月台到發）。然而，直通難波列車於地下月台到發。

## 外部連結
- 大阪上本町 - 近畿日本鐵道